# Crnča (Czarnogóra)
Crnča (cyr. Црнча) – wieś w Czarnogórze, w gminie Bijelo Polje. W 2011 roku liczyła 457 mieszkańców.